# Paradoxodacna piratica
Paradoxodacna piratica är en fiskart som beskrevs av Roberts, 1989. Paradoxodacna piratica ingår i släktet Paradoxodacna och familjen Ambassidae. Inga underarter finns listade i Catalogue of Life.